# Rzeszów Główny
Rzeszów Główny – stacja kolejowa w Rzeszowie, położona w województwie podkarpackim, ważny węzeł kolejowy Polski południowo-wschodniej. Według klasyfikacji PKP ma kategorię dworca wojewódzkiego.

## Ruch pasażerski
| Rok  | Wymiana roczna | Wymiana pasażerska na dobę | miejsce w Polsce |
| ---- | -------------- | -------------------------- | ---------------- |
| 2017 | 2 410 000      | 6 600                      | 36               |
| 2018 | 2 700 000      | 7 400                      | 31               |
| 2019 | 3 140 000      | 8 600                      | 27               |
| 2020 | 1 720 000      | 4 700                      | 31               |
| 2021 | 2 700 000      | 7 400                      | 22               |
| 2022 | 4 400 000      | 12 000                     | 20               |

## Dane ogólne
Rzeszów Główny jest stacją węzłową. Znajduje się na międzynarodowej linii kolejowej E30 Zgorzelec - Medyka.
Przez stację przechodzą następujące linie kolejowe:
| numer | relacja                | elektryfikacja | status |
| ----- | ---------------------- | -------------- | ------ |
| 71    | Ocice – Rzeszów Główny | T              | czynna |
| 91    | Kraków Główny – Medyka | T              | czynna |
| 106   | Rzeszów Główny – Jasło | N              | czynna |

## Budynek dworcowy

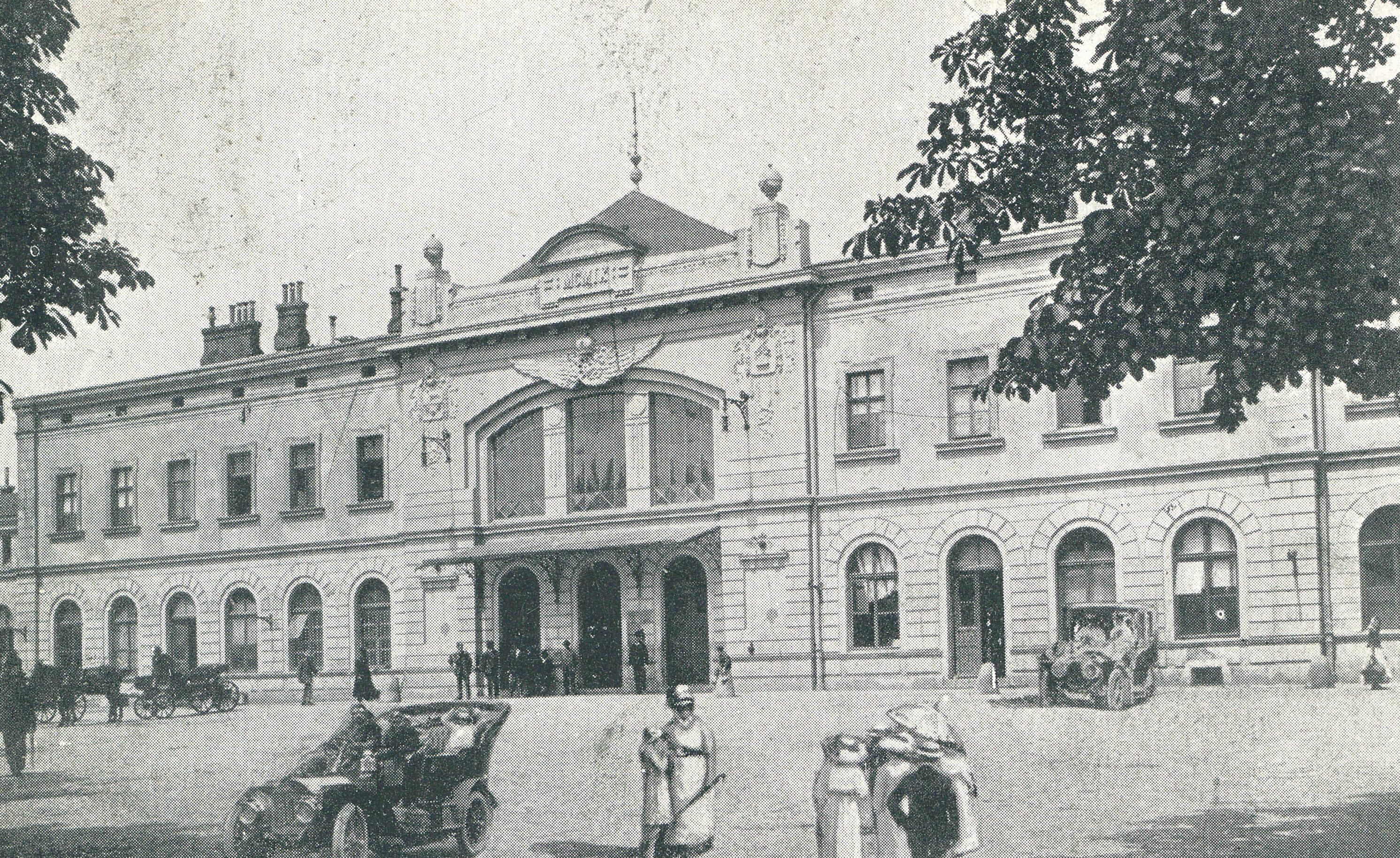
Dworzec około 1910

Budynek dworca Rzeszów Główny znajduje się na Placu Dworcowym w północnej części dzielnicy Śródmieście. Został wybudowany w 1858 i pomimo dwukrotnego zniszczenia oraz modernizacji zachował swój pierwotny styl architektoniczny. Największą przebudowę przeszedł w 1908 roku, kiedy to dobudowano: restaurację, poczekalnię III klasy, werandę peronową nad peronem 1, a na placu przed dworcem w miejsce lamp naftowych wprowadzono oświetlenie gazowe.
W 2020 r. rozpoczęła się przebudowa budynku oraz przyległego terenu. W marcu 2024 r. otworzono parking podziemny oraz pętlę dla autobusów MPK Rzeszów.
Przed rozpoczęciem remontu w budynku dworcowym znajdowały się kasy. Miał on także informację, poczekalnię oraz elektroniczną przechowalnię bagażu. Bezpośrednio do budynku przylega peron 1. zadaszony werandą, która prowadzi w kierunku zachodnim do przejścia podziemnego, łączącego wszystkie trzy perony. W skrajnie wschodniej części budynku znajduje się posterunek SOK. Na czas remontu możliwość schronienia się i kasy biletowe przeniesiono do tymczasowego kontenera.

## Infrastruktura kolejowa stacji
Stacja ma 7 torów głównych oraz 3 perony z sześcioma krawędziami peronowymi. Perony połączone są przejściem podziemnym znajdującym się na zachód od budynku dworcowego.
Peron nr 1. sąsiaduje bezpośrednio z budynkiem dworca, jest w większości zadaszony i ma 2 krawędzie przy torach nr 3 i 5.
Najdłuższym i najszerszym peronem jest peron nr 2, mający dwie krawędzie peronowe przy torach nr 1 i nr 2. Jest zadaszony, ma ławki i oszklone przestrzenie dla oczekujących pasażerów. 
Na północ od peronów znajdują się niezelektryfikowane tory, obsługiwane zwrotnicami ręcznymi, prowadzące do hal naprawczych oraz lokomotywowni. W przeszłości znajdowała się tutaj także druga lokomotywownia, która została jednak zburzona, a tory do niej rozebrane. W tych okolicach znajduje się także schronisko manewrowych, zakłady Kolejowej Medycyny Pracy, budynek PKP Energetyka oraz budynek zwrotniczego.
Na zachód od stacji, obok Wiaduktu Tarnobrzeskiego, znajduje się jedyna nastawnia, pełniąca funkcję nastawni dysponującej oznaczona "Rz", która przed modernizacją stacji posiadała urządzenia przekaźnikowe typu IZH-111 a po modernizacji urządzenia komputerowe marki Thales umożliwiające sterowanie ruchem na odcinku od Rzeszowa Głównego do Dębicy w ramach LCS. Na wschód od budynku dworcowego znajduje się pomnik techniki - lokomotywa Tkt48-27, rampa wyładunkowa oraz nieczynna, aczkolwiek będąca w dobrym stanie wieża wodna, w rejonie której odchodziła dziś już rozebrana bocznica do magazynów w rejonie ulic Bardowskiego oraz Batorego. Podobnie ma się stan bocznicy do zakładów Alima Gerber na północ od peronów. Kilkaset metrów dalej w kierunku Przemyśla znajduje się most kolejowy na rzece Wisłok, obok którego można zauważyć ruiny starych budynków kolejowych. Stacja ma semafory świetlne.
Bezpośrednio na północny zachód w kierunku Krakowa znajduje się stacja Rzeszów Zachodni, która łączy się z Dworcem Głównym trzema torami i na której tory są sterowane z tej samej co Rzeszów Główny nastawni dysponującej "Rz". 11 czerwca 2023 otwarto przystanek kolejowy Rzeszów Centrum. Ulokowano go zaledwie 268 m za końcem peronu 1 przy torze w kierunku Jasła nie łącząc obu obiektów chodnikiem dla pieszych.
W 2024 r. na stacji uruchomiono wyświetlacze informacji pasażerskiej, oraz zapowiedzi głosowe generowane przez syntezator głosu.

## Historia
Pierwotne plany zakładały powstanie dworca kolejowego w odległym Zaczerniu. Desperacji ówczesnych miejskich rajców i przedsiębiorców zawdzięczamy obecne położenie dworca na linii kolejowej Kraków-Przemyśl, która w okolicy Rzeszowa ma kształt litery "u".
Rzeszowski dworzec został otwarty 15 listopada 1858 roku w ramach budowy Kolei galicyjskiej im. Karola Ludwika (lata budowy 1856-61) jako część drogi kolejowej łączącej Wiedeń i Kraków z Lwowem. Od dnia powstania aż do 1902 roku był on poza granicami administracyjnymi miasta na terenie Ruskiej Wsi. Nie mniej jednak bliska lokalizacja od rzeszowskiego Rynku spowodowała szybkie zabudowanie obszaru między centrum miasta a dworcem. W 1890 roku stał się stacją węzłową po tym, jak uruchomiono połączenie z Jasłem. W 1908 rozpoczęto budowę kładki nad torami o szerokości 2,5 m oraz pogłębiono, wybrukowano i odwodniono przejazd pod torami w ciągu dzisiejszej ulicy Batorego. Wraz ze wzrostem znaczenia rzeszowskiego węzła kolejowego powstało osiedle kolejowe na północ od dworca (dzisiejsza część Osiedla 1000-Lecia). W roku 1964 oddano do użytku fragment linii 71 do Kolbuszowej, aby zakończyć po długich, trwających od 1938 roku, staraniach budowę linii do Ocic. W czasie I wojny światowej budynek dworcowy został zniszczony przez wycofujące się wojska rosyjskie. W czasie II wojny światowej dworzec służył jako ważny węzeł komunikacyjny. Wycofujące się wojska hitlerowskie ponownie go zniszczyły. Nowy budynek postawiono dopiero po II wojnie w 1945 r.
12 czerwca 2018 PKP Polskie Linie Kolejowe podpisały z konsorcjum Track Tec Construction, Inżynieria Rzeszów, Intop Warszawa i Infrakol umowę na przebudowę stacji Rzeszów Główny wraz z budową dodatkowego przystanku Rzeszów Zachodni. Prace modernizacyjne rozpoczęły się w sierpniu 2018. Modernizacja układu torowego, peronów, wymiana sieci trakcyjnej i systemu sterowania ruchem została zakończona w sierpniu 2021 roku. Ruch pociągów na stacjach Rzeszów Główny, Trzciana, Sędziszów Małopolski, Ropczyce, Dębica sterowany jest poprzez Lokalne Centrum Sterowania ze stacji Rzeszów Główny (LCS Rzeszów Główny). Na wiosnę 2022 roku rozpoczęła się kompleksowa przebudowa budynku dworca wraz z budową parkingu podziemnego. W lipcu 2023 rozpoczęto montaż systemu dynamicznej informacji pasażerskiej (wyświetlacze) i systemu monitoringu stacji.

## Kalendarium
- 1856 – początek budowy Kolei galicyjskiej im. Karola Ludwika
- 15 listopada 1858 – otwarcie Dworca Rzeszów
- 1861 – ukończenie budowy odcinka linii Rzeszów - Lwów
- 1884 – negatywne rozpatrzenie prośby władz Rzeszowa o połączenie do Mielca i Tarnobrzega - powstaje dzisiejsza linia kolejowa nr 25, która biegnie od Dębicy na północ Galicji
- 1890 – ukończenie budowy linii do Jasła - Rzeszów staje się stacją węzłową
- 1902 – włączenie terenu dworca do granic administracyjnych miasta uchwałą Sejmu Krajowego Galicji we Lwowie na skutek starań ówczesnego burmistrza Rzeszowa Stanisława Jabłońskiego
- 1908 – rozpoczęcie przebudowy dworca (kładka, przejazd kolejowy, restauracja, weranda peronowa, oświetlenie gazowe)
- 1914 – zniszczenie dworca przez wycofujące się wojska rosyjskie
- 1938 – rozpoczęcie budowy linii kolejowej nr 71 do Ocic przerwanej przez wybuch wojny
- 1945 – zniszczenie dworca przez wycofujące się wojska niemieckie; rozpoczęcie odbudowy dworca
- 1964 – otworzono połączenie na odcinku Rzeszów - Kolbuszowa
- 1971 – ukończenie budowy linii kolejowej do Ocic
- 14 grudnia 2008 – zmiana nazwy stacji na Rzeszów Główny
- 13 grudnia 2015 – na stacji Rzeszów Główny zaczęły się zatrzymywać pociągi kategorii Express InterCity Premium obsługiwane składami ED250 Pendolino[17].
- 21 czerwca 2017 – spółka PKP Polskie Linie Kolejowa S.A. ogłasza przetarg na zaprojektowanie i wykonanie robót budowlanych w stacji Rzeszów Główny w ramach projektu „Poprawa stanu technicznego infrastruktury obsługi podróżnych (w tym dostosowanie do wymagań TSI PRM), Etap III Rzeszów Główny”[18].
- sierpień 2018 – rozpoczęcie modernizacji i przebudowy stacji Rzeszów Główny[15].
- sierpień 2021 – zakończenie przebudowy peronów, układu torowego, wymiany sieci trakcyjnej i systemu sterowania ruchem kolejowym poprzez lokalne centrum sterowania (LCS)[19] .
- luty 2022 – rozpoczęcie przebudowy budynku dworca wraz z placem od strony ul. Grottgera i budową parkingu podziemnego[20].
- lipiec 2023 – rozpoczęcie instalowania systemu dynamicznej informacji pasażerskiej, nowego nagłośnienia i systemu monitoringu wizyjnego na stacjach Rzeszów Główny i Rzeszów Zachodni[21].
- listopad 2023 - uruchomienie przejazdów do rzeszowskiego portu lotniczego w ramach Podkarpackiej Kolei Aglomeracyjnej po dobudowaniu 5 km torowiska od LK 71. Ze stacji Rzeszów Główny do p.o. Jasionka Lotnisko przejazd trwa 18 minut. Składy kursują regularnie w obie strony, co kilkadziesiąt minut.

## Skomunikowanie
Dworzec kolejowy jest położony w bezpośrednim sąsiedztwie dworca autobusowego i jest częścią Rzeszowskiego Centrum Komunikacyjnego, na którym znajduje się przystanek MPK Rzeszów obsługujący linie 0A i 0B, N1, N2 i N3, a także postój taxi i płatny parking. Niedaleko w kierunku wschodnim znajduje się pętla Bardowskiego skąd odjeżdżają autobusy linii: 5, 9, 12, 20, 22, 29, 35, 41, 45, 51, 52, 53, 54, 59 i N1.

## Galeria po modernizacji

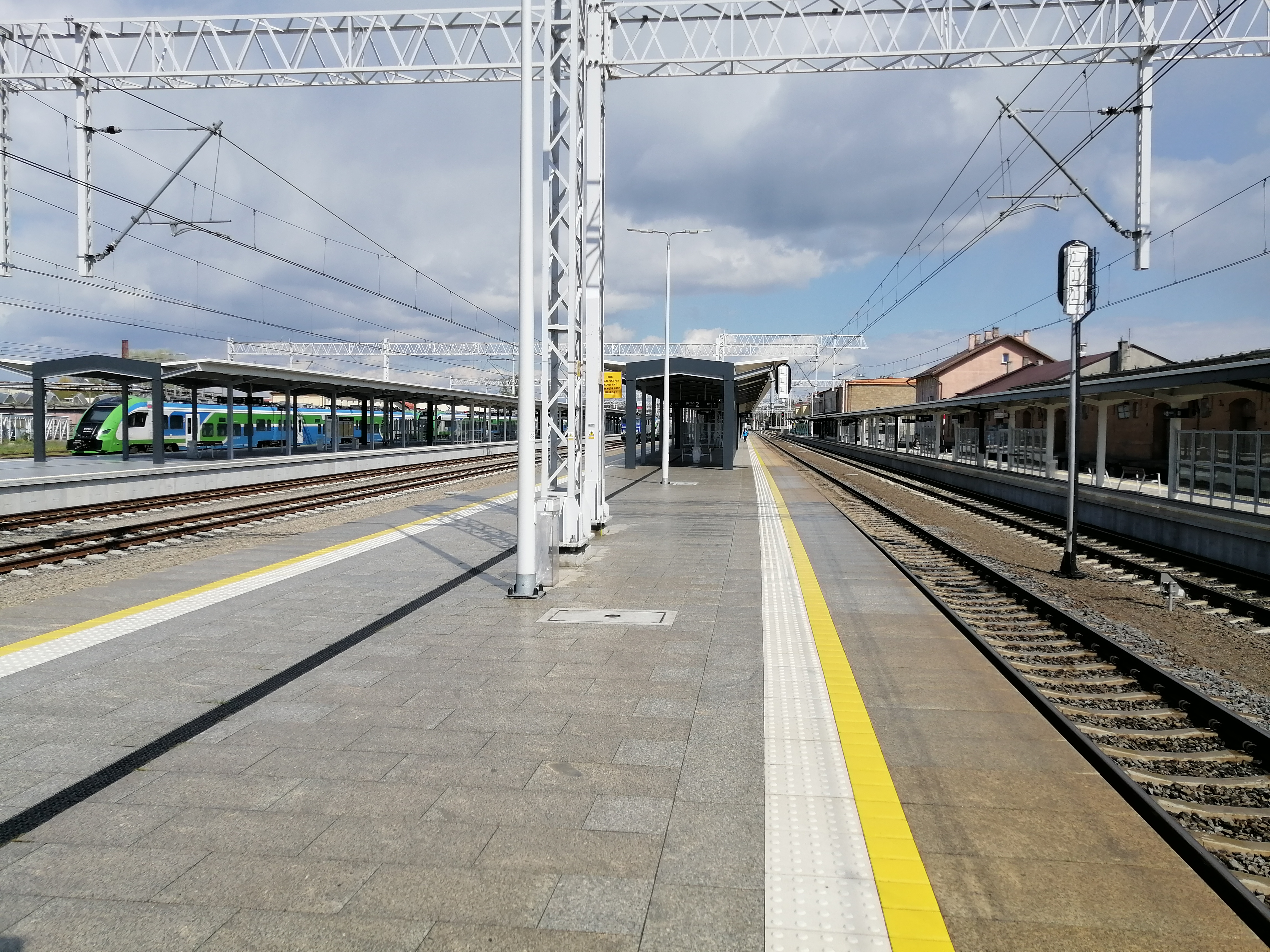
Perony od strony zachodniej
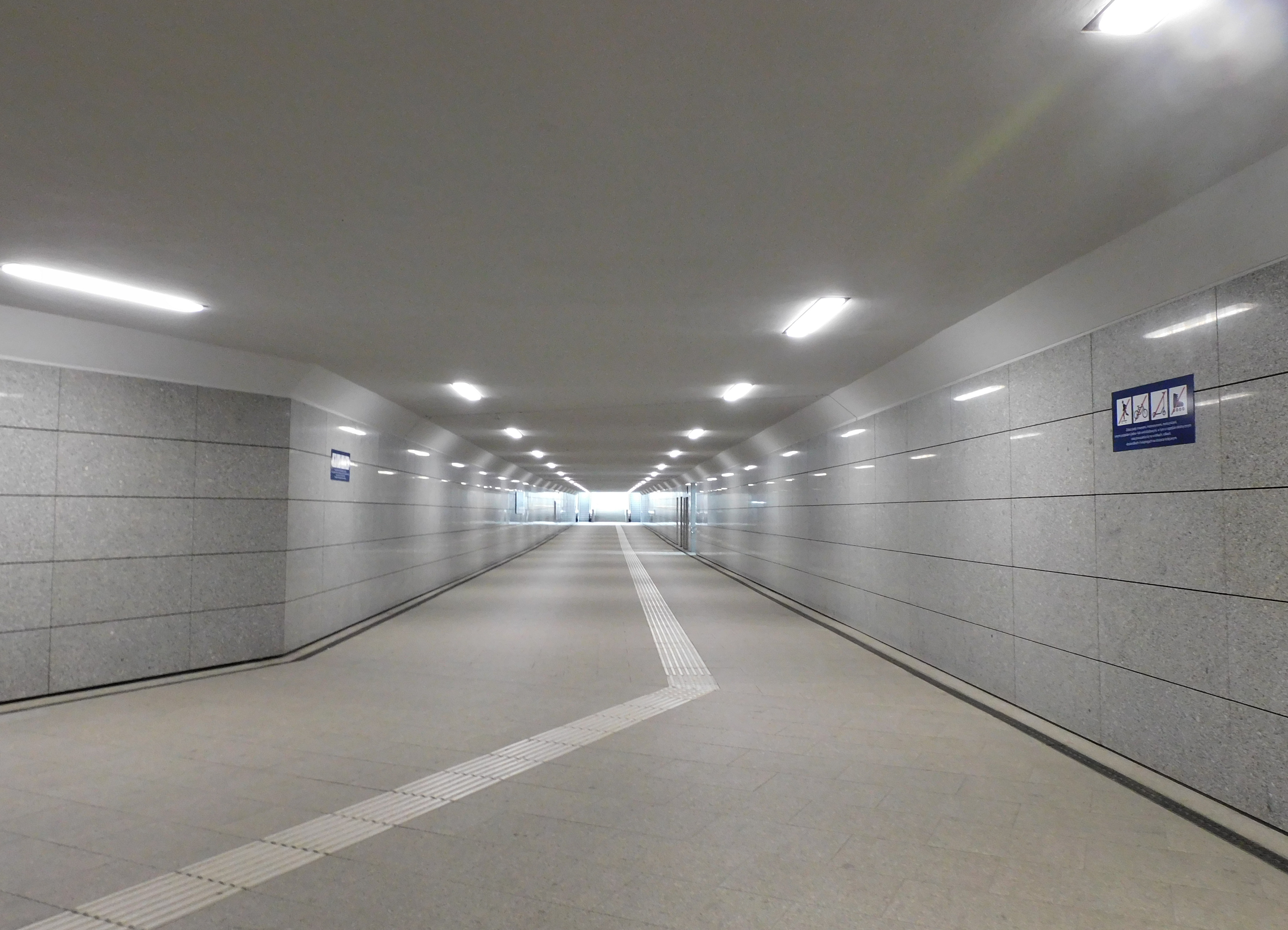
Przejście podziemne
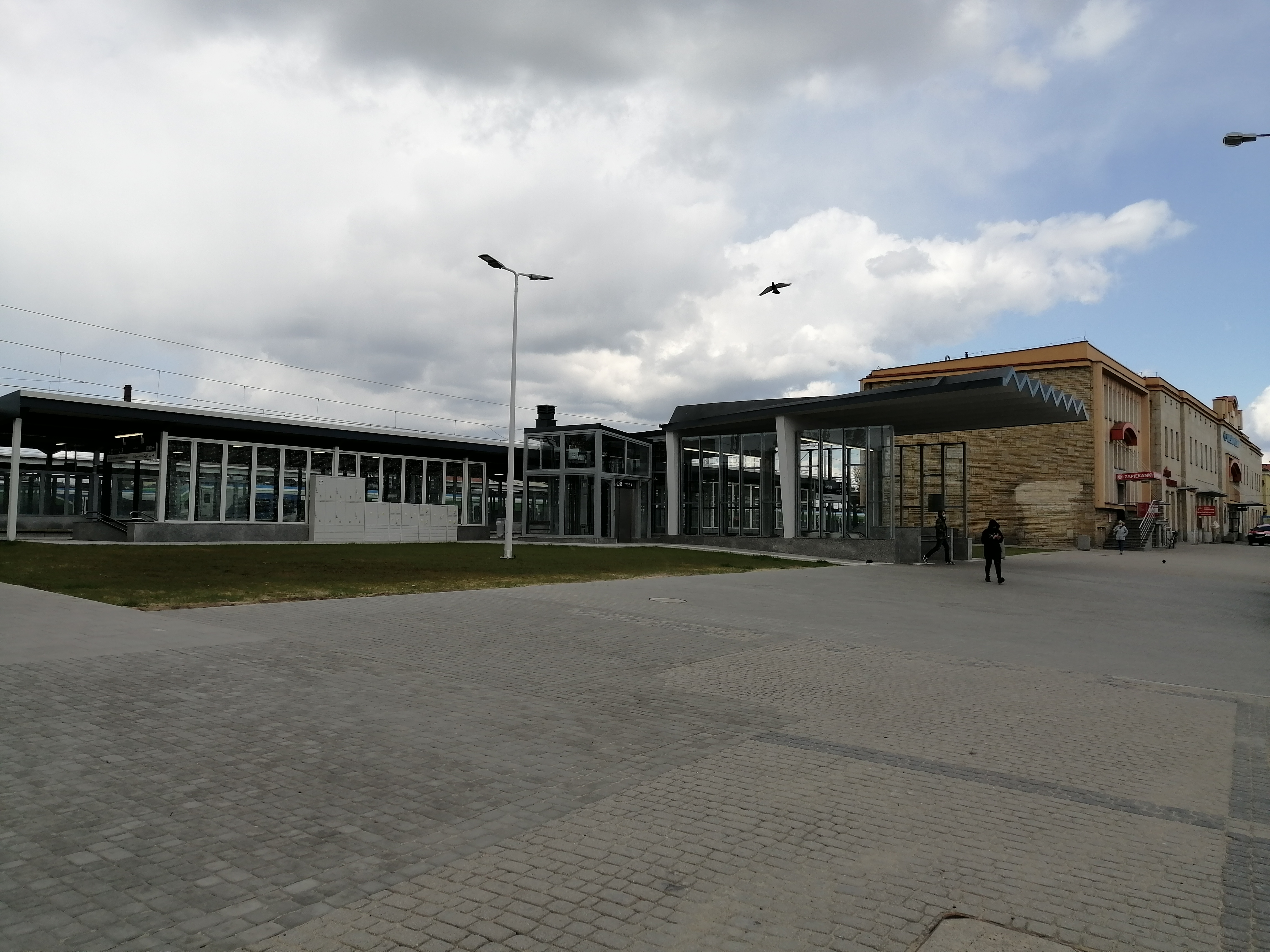
Wejście do tunelu od strony ul. Grottgera
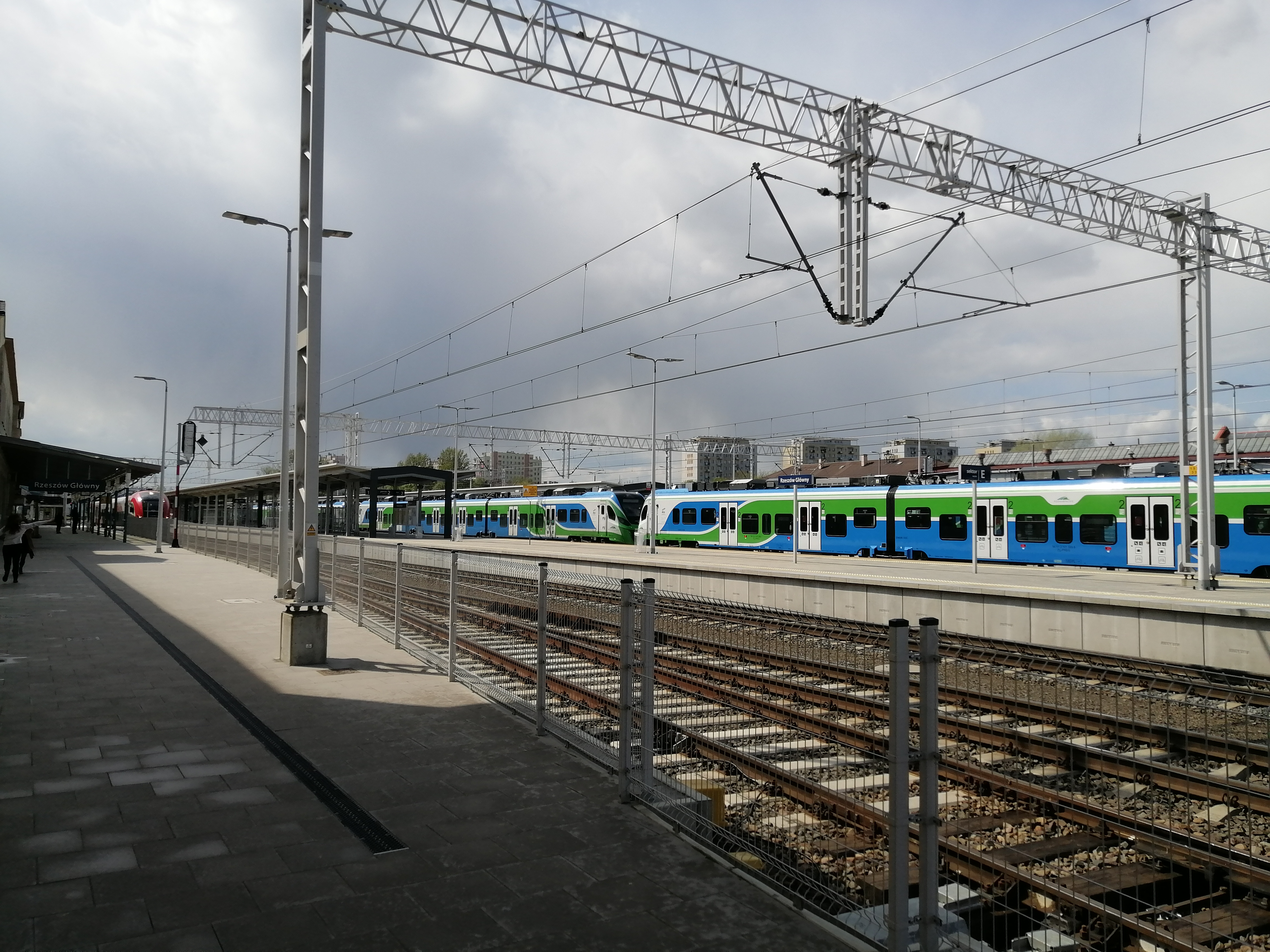
Perony od strony wschodniej

## Galeria przed modernizacją

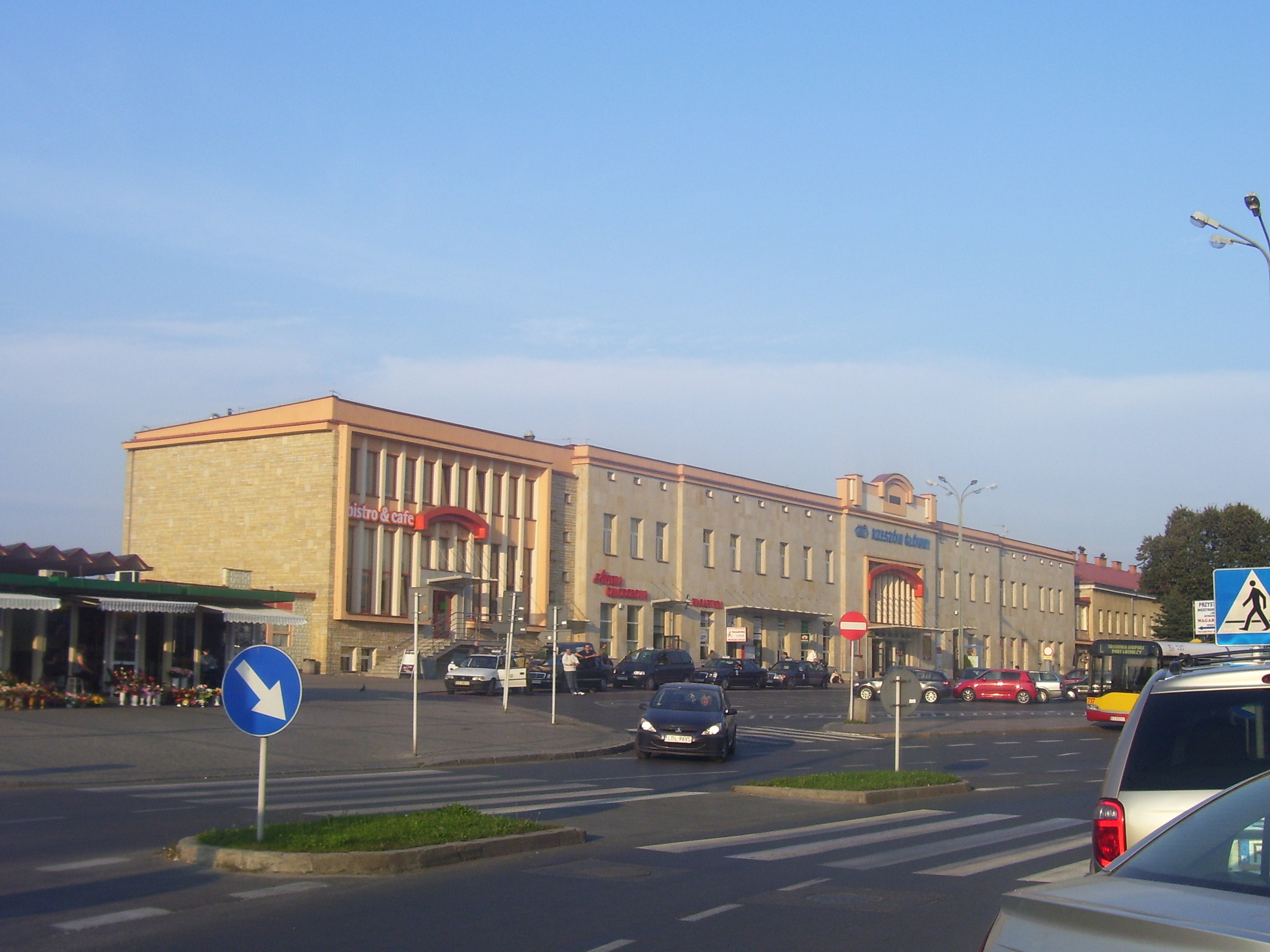
Widok na budynek i plac Dworcowy od strony Śródmieścia (przed modernizacją)
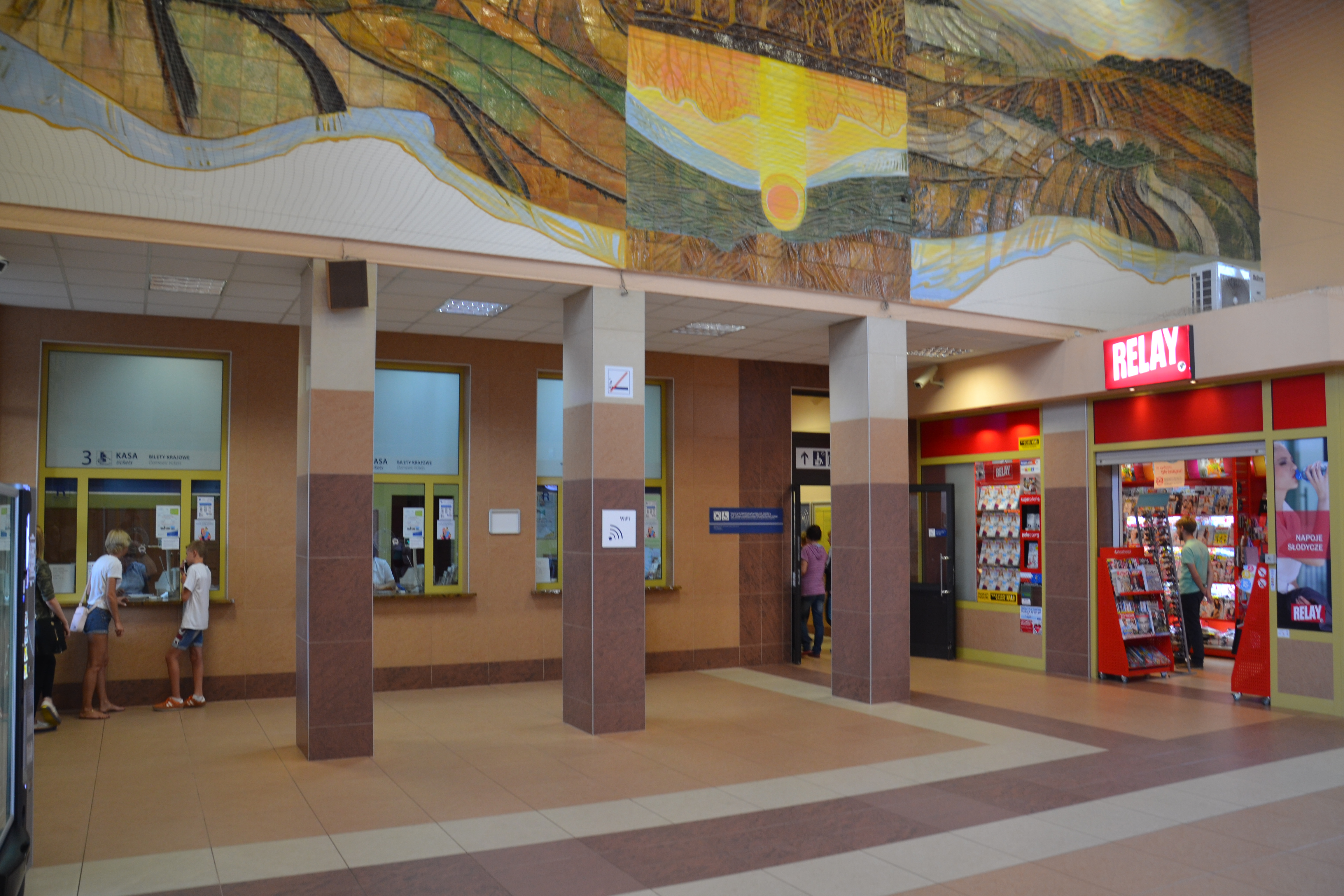
Wnętrze dworca (przed modernizacją)
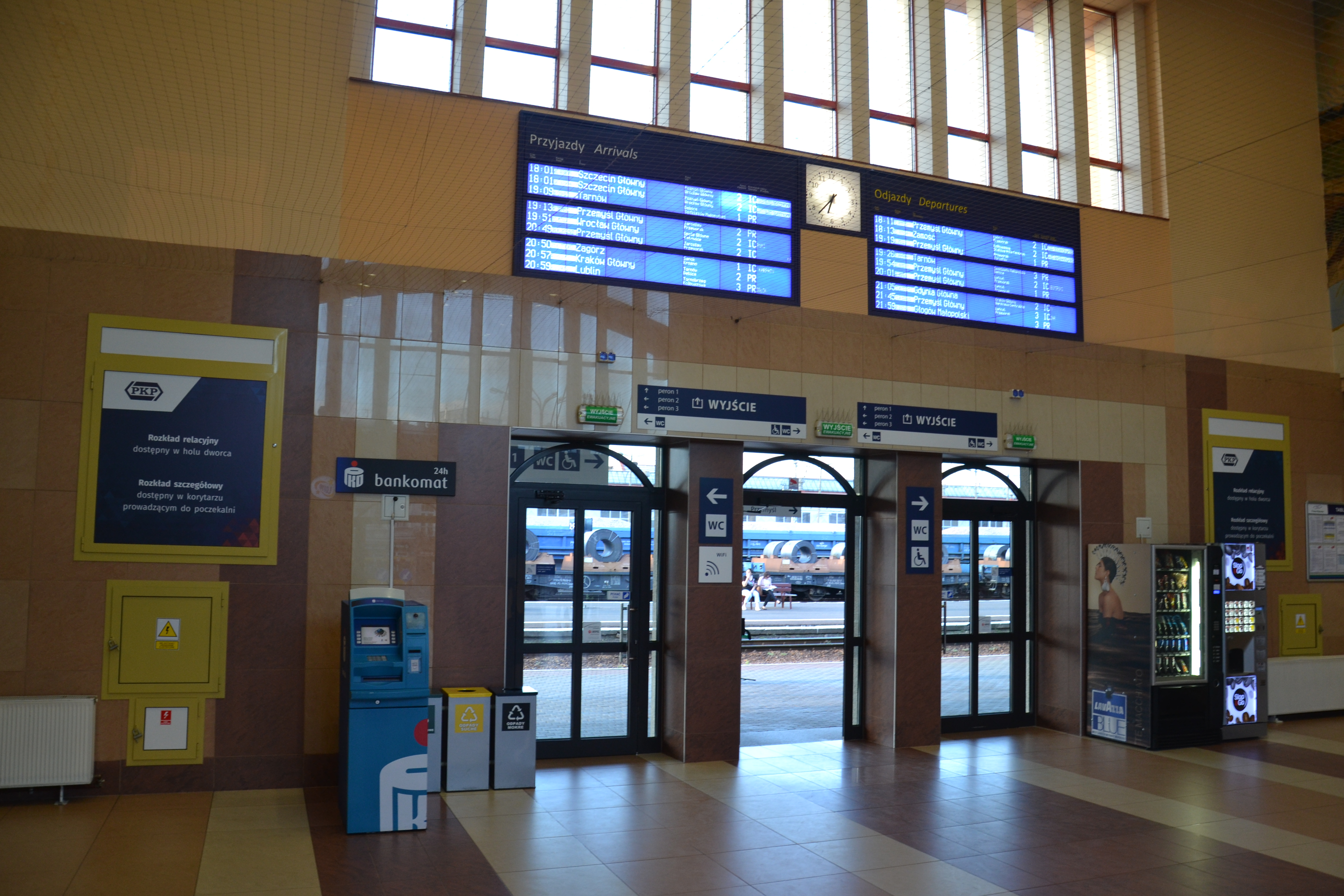
Wyjście na perony (przed modernizacją)
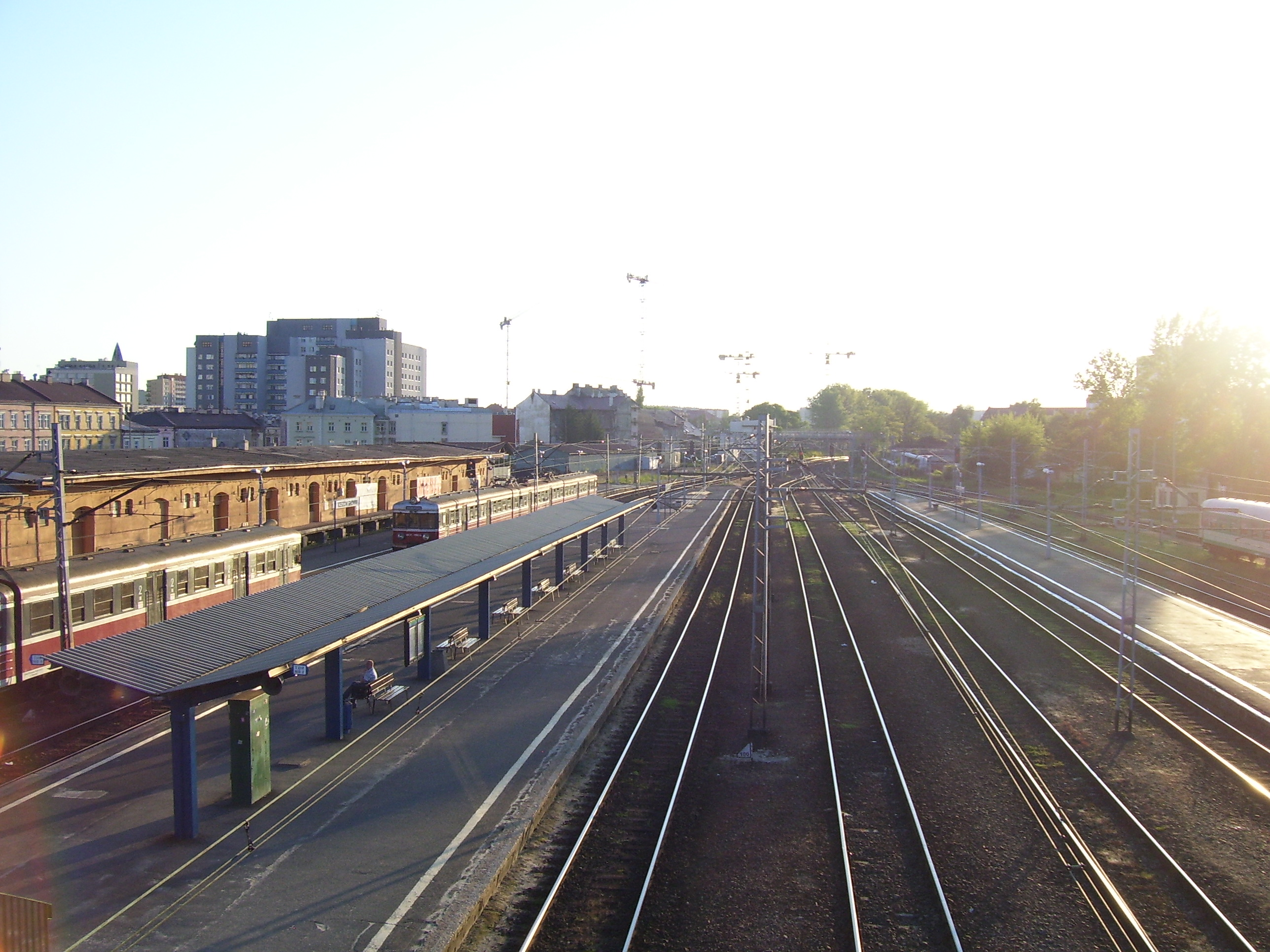
Widok z kładki w kierunku Krakowa (przed przebudową)
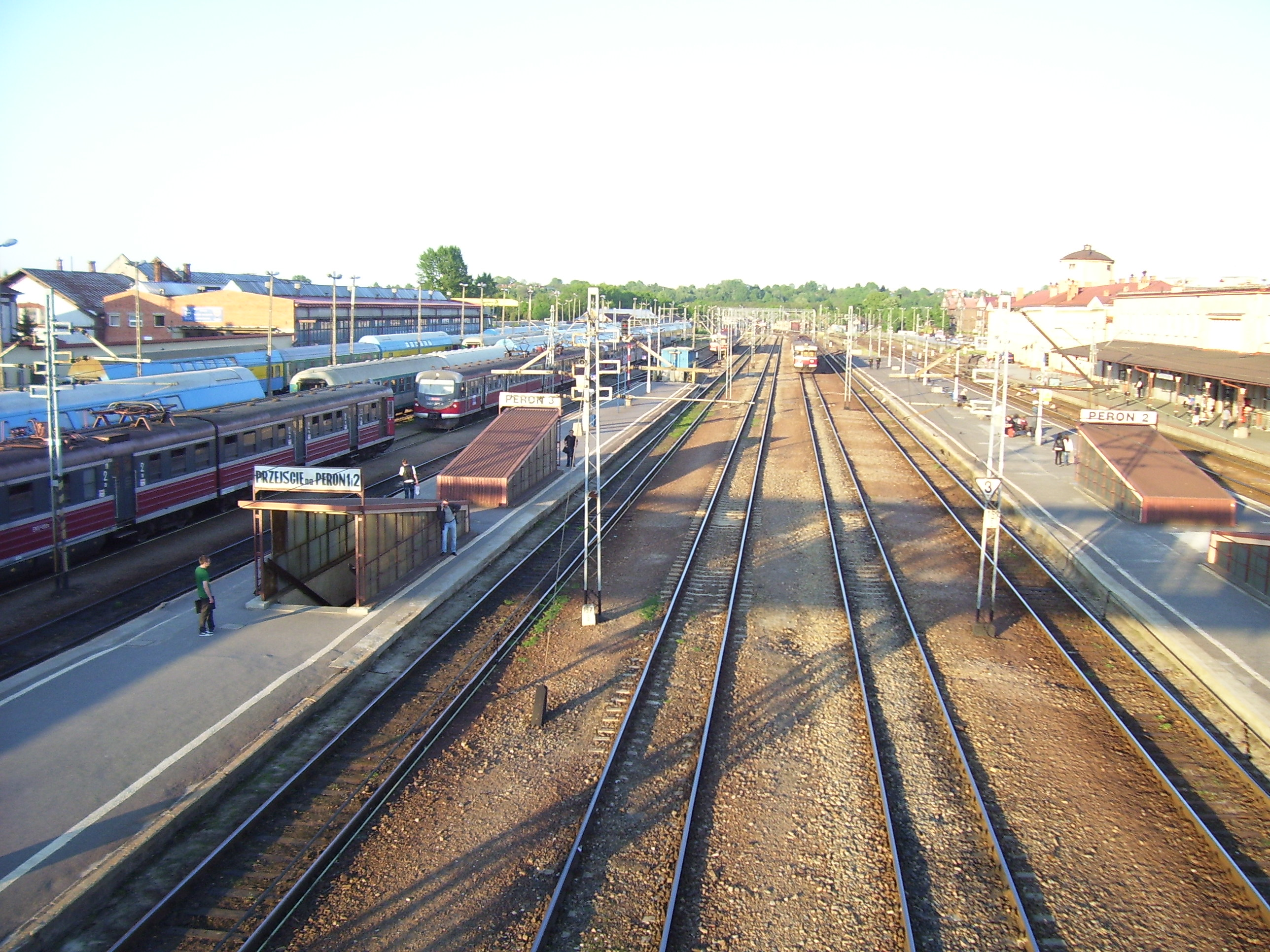
Widok z kładki w kierunku Przemyśla (przed przebudową)
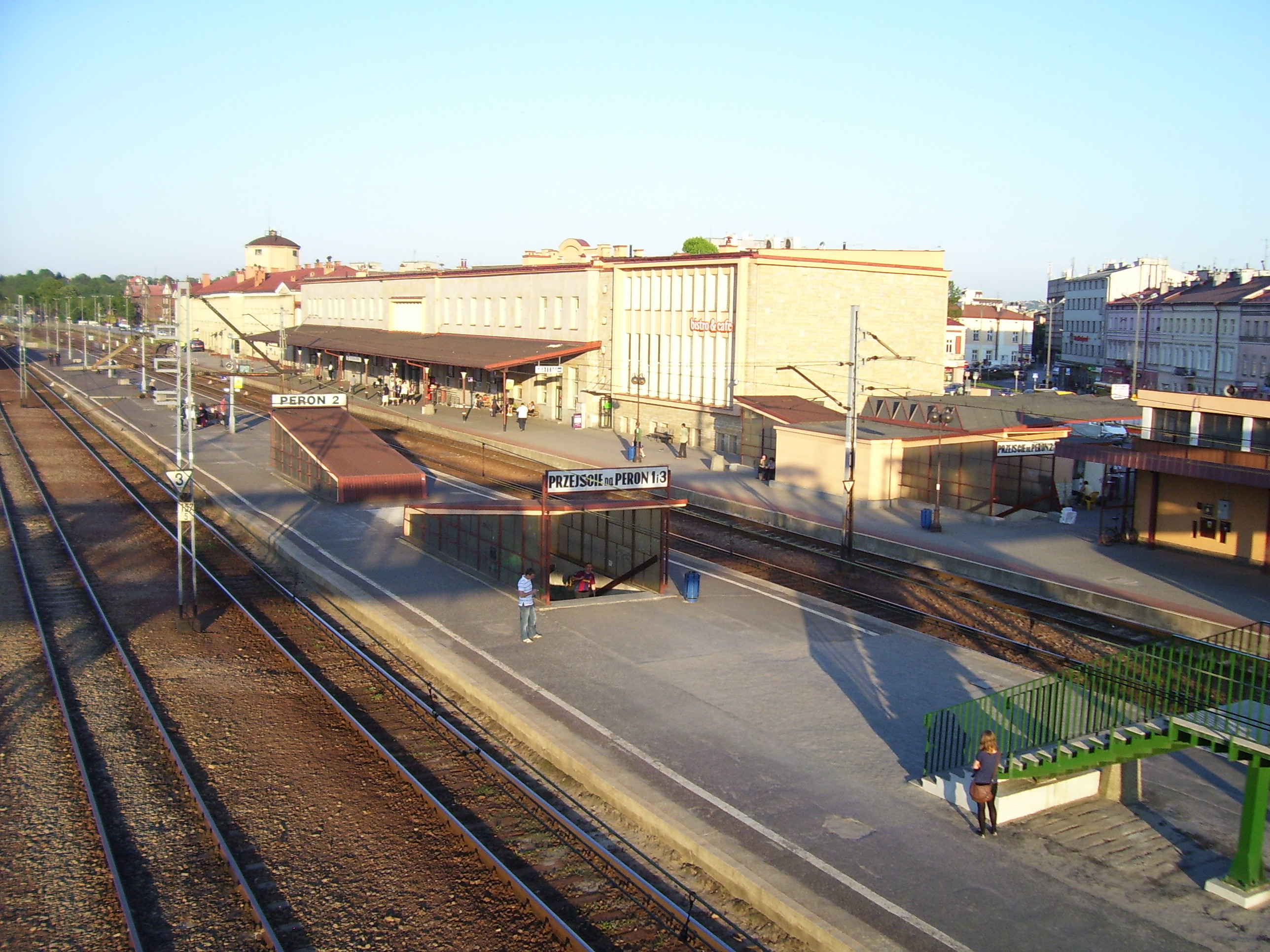
Widok z kładki na budynek dworca (przed przebudową)
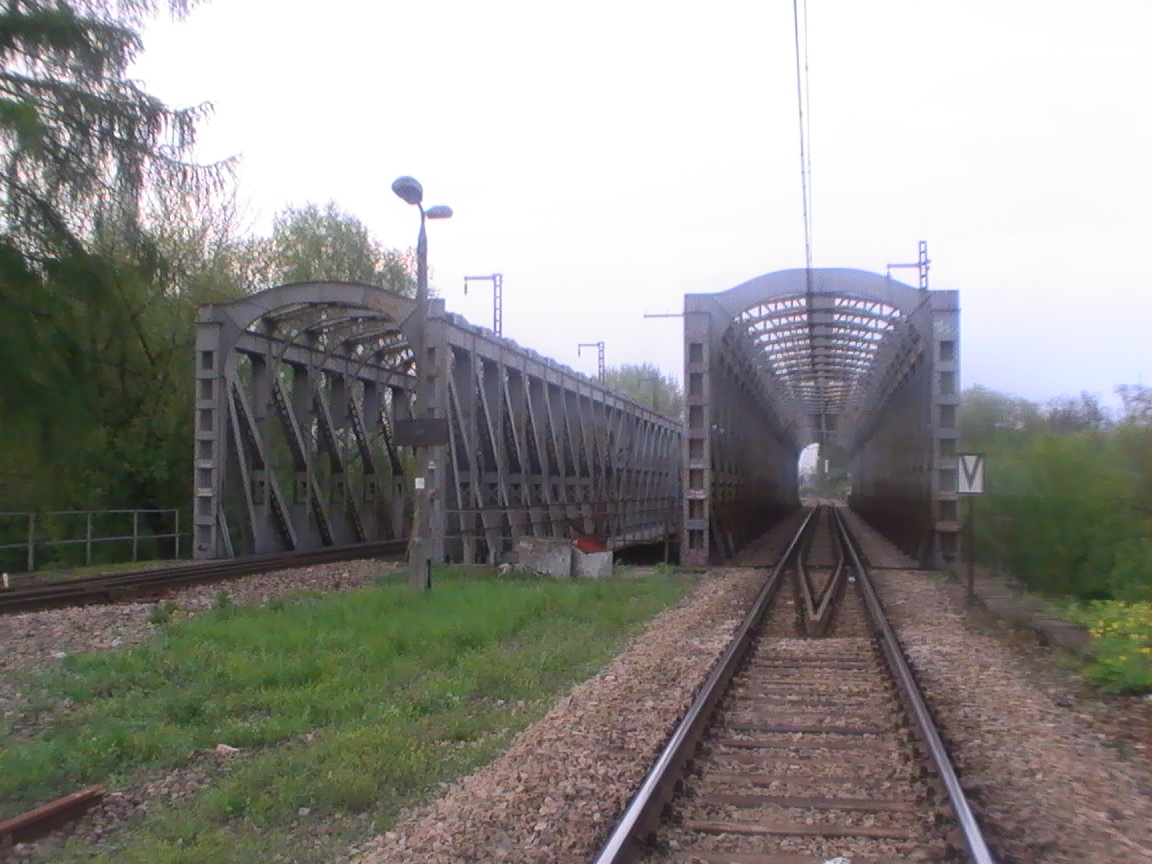
Most kolejowy na Wisłoku w Rzeszowie w pobliżu stacji (przed remontem)
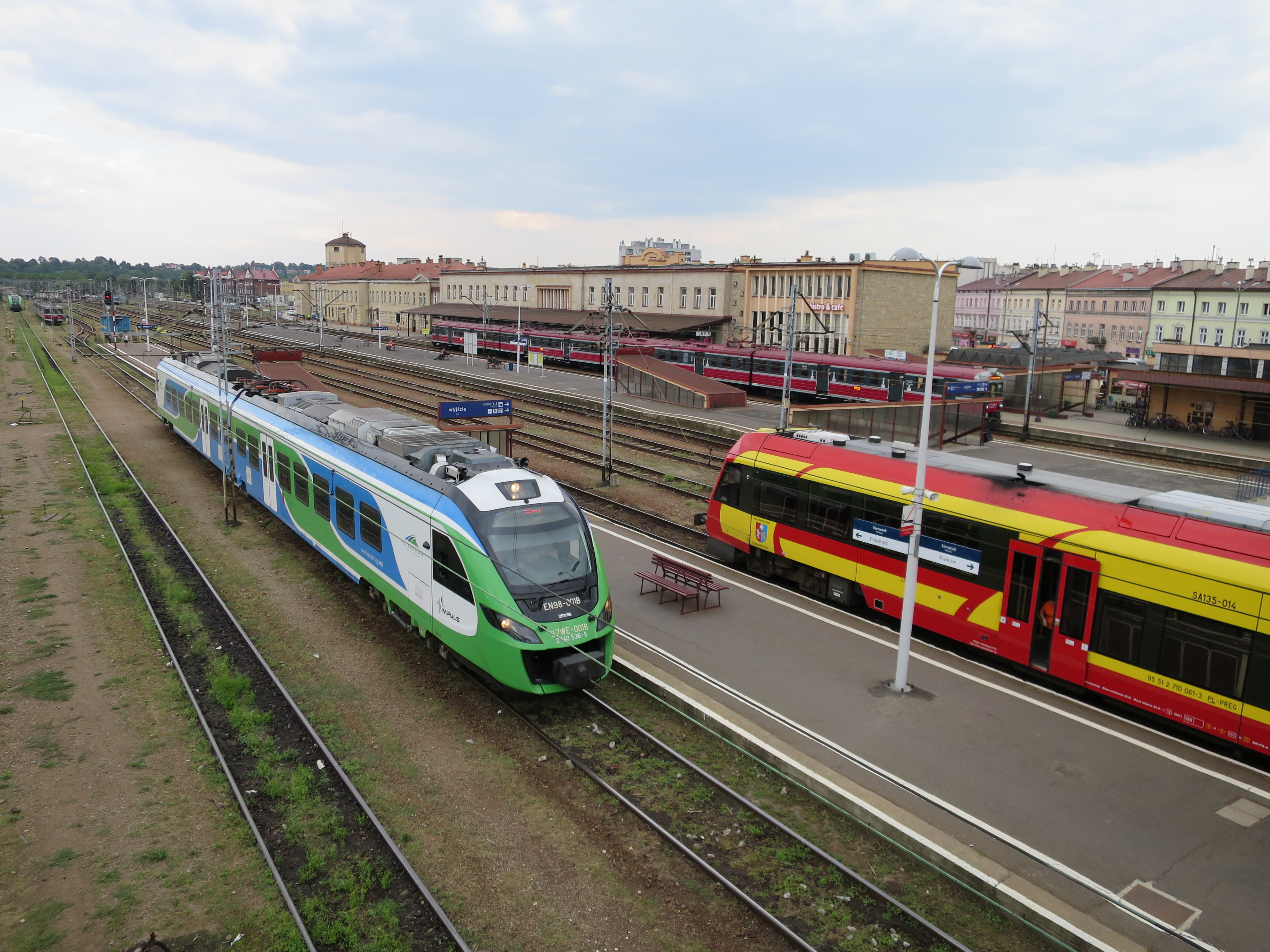
Panorama stacji przed przebudową